# メトロ・ドノスティアルデア
メトロ・ドノスティアルデア(スペイン語: Metro Donostialdea)は、スペイン・バスク自治州・ギプスコア県・サン・セバスティアン都市圏で運行されているラピッド・トランジット（メトロ）である。軌間は1,000mm。
基本的にはギプスコア県内にあるが、東端はフランスとの国境を越えてアンダイエまで通じている。バスク自治州政府が所有する公営鉄道会社のバスク鉄道によって運行されており、バスク鉄道のエウスカル・トレンビデ・サレア（バスク鉄道網）の一部に組み込まれている。沿線はギプスコア県の65%の人口を持ち、ラピッド・トランジットとして運行されている。同じくバスク鉄道によって運行されるエウスコトレン・トレナ、フランス国鉄と接続している。

## 歴史
1912年12月5日、ドノスティア＝サン・セバスティアンとイルンを結ぶ地域鉄道として現在のメトロの路線が開業した。その後この路線はスペイン狭軌鉄道(FEVE)に所有されたが、1970年代にバスク自治州の他の狭軌路線が州政府の所有となったのと同時期にこの路線も州政府所有となり、バスク鉄道が運行するエウスコトレン・トレナ通勤鉄道ネットワークの一部に変更された。サン・セバスティアン都市圏とアンダイエ（フランス）で運行されている。地下区間が多いため、トポ線（モグラ線）という通称で知られた。
1995年にビルバオでメトロ・ビルバオが開業したのとほぼ同時期に、将来的にエウスコトレン・トレナの一部から独立した名称となることが発表され、またその運行頻度が改善されて大量旅客輸送を実現し、メトロ・ビルバオに続いてバスク自治州で2番目のラピッド・トランジットとなった。2005年3月10日には3.3kmの区間が複線となり、そのうち1.8kmはトンネルで建設されて地下駅のルガリッツ駅が新設された。また、ドノスティア＝サン・セバスティアン市内に7駅を新設することが計画された。2012年10月には塗装が変更され、エウスコトレン・トレナからメトロ・ドノスティアルデアに改称された。名称はドノスティア＝サン・セバスティアンが中心となるコマルカ（郡または広域区）のドノスティアルデアに由来する。ロイオラ駅とエレーラ駅の間がトンネルとなり、地下駅のインチャウロンド駅が新設されてエレーラ駅が地下化された。改称こそしたものの、運営は依然としてバスク鉄道である。1985年以降はUT-200が車両に使用されていたが、2011年以降には新形式のUT-900に置き換えられている。

### 路線
現在のメトロ・ドノスティアルデアはL-1と呼ばれる1路線が運行されており、西からラサルテ＝オリア、ドノスティア＝サン・セバスティアン、パサイア、イルン、アンダイエ（フランス）を結んでいる。ドノスティア＝サン・セバスティアン市街地にあるアマラ駅はエウスコトレン・トレナの終着駅、メトロ・ドノスティアルデアの中間駅であり、頭端式ホームのため進行方向が反転する。イルン・フィコバ駅とアンダイエ駅の間ではスペイン＝フランス国境を超え、フランス領内を約700m走ってアンダイエ駅に到着する。ドノスティア＝サン・セバスティアン市内を中心とした7駅の新設と、サン・セバスティアン空港などに達するさらなる路線網の拡大が計画されている。ルガリッツ駅とアノエタ駅の間には4駅が新設される予定であり、その際は頭端式ホームのアマラ駅は使用されなくなる予定である。
2012年時点では、もっとも乗降客数の多いルガリッツ駅とエレーラ駅の間は7.5分間隔（ピーク時）、その他の区間は20分間隔（ピーク時）で運行されている。

### 駅一覧

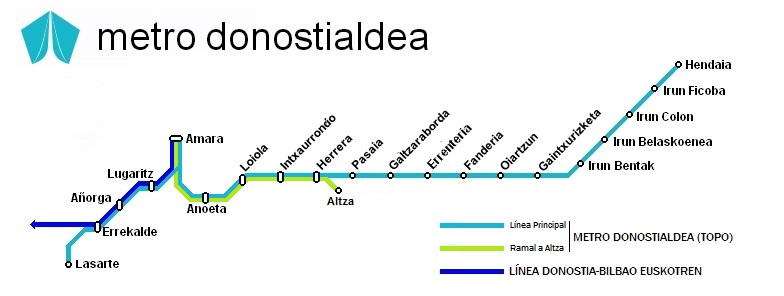
メトロ・ドノスティアルデアの路線図

L-1
| 駅名                 | 主要駅 | 乗換           | 備考         |
| -------------------- | ------ | -------------- | ------------ |
| ラサルテ駅           | ○      |                |              |
| エレカルデ駅         |        | エウスコトレン |              |
| アニョルガ駅         |        | エウスコトレン |              |
| ルガリッツ駅         | ○      | エウスコトレン | 地下駅       |
| アマラ駅             | ○      | エウスコトレン |              |
| アノエタ駅           |        |                | 地下駅       |
| ロイオラ駅           |        |                |              |
| インチャウロンド駅   |        |                | 地下駅       |
| エレーラ駅           | ○      |                | 地下駅       |
| パサイア駅           |        |                |              |
| ガルツァラボルダ駅   |        |                |              |
| エレンテリア駅       | ○      |                |              |
| ファンデリア駅       |        |                |              |
| オイアルツン駅       | ○      |                |              |
| ガインチュリスケタ駅 |        |                |              |
| ベンタス駅           |        | セルカニアス   |              |
| ベラスコエネア駅     |        |                |              |
| イルン＝コロン駅     | ○      |                |              |
| イルン＝フィコバ駅   |        |                |              |
| アンダイエ駅         | ○      | フランス国鉄   | フランス領土 |

## 車両
メトロ・ドノスティアルデアはバスク自治州内に本社を置くCAF社製のUT-900を使用しており、2011年以後にUT-200から置き換えられた。いずれも動力分散方式の車両である。白色を基本に黒色や青色や橙色の円がドアに描かれたエウスコトレン・トレナ仕様の塗装がなされる。2002年以前に使用されていた青色と白色の塗装の車両も残っている。
| 形式   | 画像 | 制御方式     | 最高速度 | 両数 | 導入    | 備考                                                          |
| ------ | ---- | ------------ | -------- | ---- | ------- | ------------------------------------------------------------- |
| UT-200 |      | 動力分散方式 | 80km/h   | 4両  | 1985年- | 2011年以降にはUT 900に置き換えられている。                    |
| UT-900 |      | 動力分散方式 | 100km/h  | 4両  | 2011年- | 2011年と2012年に11編成が導入された。さらに8編成が加わる予定。 |

## 公式サイト
- 公式サイト